# Atletica leggera ai I Giochi asiatici
Le gare di atletica leggera ai I Giochi asiatici si svolsero dall'8 all'11 marzo 1951 presso il National Stadium di Nuova Delhi, in India.

## Specialità

### Uomini
| Specialità | Oro                                                               | Prestazione | Argento                                                         | Prestazione | Bronzo                                                                  | Prestazione |
| Corse piane |                                                                   |             |                                                                 |             |                                                                         |             |
| 100 metri | Lavy Pinto                                                        | 10"8        | Toshihiro Ohashi                                                | 11"0        | Tomio Hosoda                                                            | 11"1        |
| 200 metri | Lavy Pinto                                                        | 22"0        | M. Gabriel                                                      | 22"5        | Tomio Hosoda                                                            | 22"6        |
| 400 metri | Eitaro Okano                                                      | 50"7        | A. S. Bakshi                                                    | 50"8        | Govind Singh                                                            | 51"4        |
| 800 metri | Ranjit Singh                                                      | 1'59"3      | Kulwant Singh                                                   | 1'59"7      | Kikuo Moriya                                                            | 2'00"6      |
| 1500 metri | Nikka Singh                                                       | 4'04"1      | Susumu Takahashi                                                | 4'04"4      | Kikuo Moriya                                                            | 4'05"4      |
| 5000 metri | Ali Baghbanbashi                                                  | 15'54"2     | Pritam Singh                                                    | 15'57"8     | Soichi Tamoi                                                            | 15'59"0     |
| 10000 metri | Soichi Tamoi                                                      | 33'49"3     | Ryosuke Takasugi                                                | 34'32"0     | Gurbachan Singh                                                         | 34'58"8     |
| Corse a ostacoli |                                                                   |             |                                                                 |             |                                                                         |             |
| 110 metri ostacoli | Ng Liang Chiang                                                   | 15"2        | Michitaka Kinami                                                | 15"3        | Lloyd Valberg                                                           | 15"7        |
| 400 metri ostacoli | Eitaro Okano                                                      | 54"2        | Teja Singh                                                      | 56"9        | Ng Liang Chiang                                                         | 57"6        |
| 3000 metri siepi | Susumu Takahashi                                                  | 9'30"4      | Ali Baghbanbashi                                                | 9'31"8      | Ajit Singh                                                              | 9'37"8      |
| Prove su strada |                                                                   |             |                                                                 |             |                                                                         |             |
| Maratona | Chhota Singh                                                      | 2h42'58"6   | Katsuo Nishida                                                  | 2h49'03"0   | Surat Singh Mathur                                                      | 2h53'49"8   |
| Marcia 10 km | Mahabir Prasad                                                    | 52'31"4     | Takeo Sato                                                      | 52'34"8     | Kesar Singh                                                             | 52'54"0     |
| Marcia 50 km | Bakhtawar Singh                                                   | 5h44'07"4   | B. Das                                                          | 5h44'14"6   | Takeo Sato                                                              | 5h54'47"4   |
| Salti |                                                                   |             |                                                                 |             |                                                                         |             |
| Salto in alto | Andres Franco                                                     | 1,93 m      | Yukio Ishikawa                                                  | 1,91 m      | Maram Sudarmodjo                                                        | 1,89 m      |
| Salto con l'asta | Bunkichi Sawada                                                   | 4,11 m      | M. A. Akbar                                                     | 3,69 m      | Shūhei Nishida                                                          | 3,61 m      |
| Salto in lungo | Masaji Tajima                                                     | 7,14 m      | Baldev Singh                                                    | 6,99 m      | Takashi Aso                                                             | 6,98 m      |
| Salto triplo | Yoshio Iimuro                                                     | 15,18 m     | Takashi Aso                                                     | 14,25 m     | Hendarsin                                                               | 14,24 m     |
| Lanci |                                                                   |             |                                                                 |             |                                                                         |             |
| Getto del peso | Madan Lal                                                         | 13,78 m     | Sukeo Denda                                                     | 13,40 m     | Norimi Sato                                                             | 12,83 m     |
| Lancio del disco | Makhan Singh                                                      | 39,92 m     | Norimi Sato                                                     | 39,29 m     | Aurelio Amante                                                          | 38,14 m     |
| Lancio del martello | Fumio Kamamoto                                                    | 46,65 m     | Somnath Chopra                                                  | 43,35 m     | Kishen Singh                                                            | 42,32 m     |
| Lancio del giavellotto | Haruo Nagayasu                                                    | 63,97 m     | Parsa Singh                                                     | 50,38 m     | Matulessy                                                               | 48,99 m     |
| Staffette |                                                                   |             |                                                                 |             |                                                                         |             |
| Staffetta 4x100 metri | Giappone Masaji Tajima Toshihiro Ohashi Tomio Hosoda Kazuta Ikoma | 42"7        | India Lavy Pinto M. Gabriel Ram Swaroop Alfred Shamin           | 42"8        | Filippine Genaro Cabrera Tito Almagro Jovencio Ardina Bernabe Lovina    | 43"9        |
| Staffetta 4x400 metri | India A. S. Bakshi Govind Singh Balwant Singh Karnan Singh        | 3'24"2      | Giappone Yorio Mizuyoke Ichiro Tao Fumio Nishiuchi Eitaro Okano | 3'24"4      | Filippine Bienvenido Llaneta Bernabe Lovina Tomas Bennet Genaro Cabrera | 3'35"8      |
| Prove multiple |                                                                   |             |                                                                 |             |                                                                         |             |
| Decathlon | Fumio Nishiuchi                                                   | 6324 pt.    | Bunkichi Sawada                                                 | 5860 pt.    | Khurshid Ahmed                                                          | 5099 pt.    |
| record mondiale; record mondiale stagionale; record asiatico; record dei Giochi; record nazionale; record personale; record personale stagionale. |                                                                   |             |                                                                 |             |                                                                         |             |

### Donne
| Specialità | Oro                                                                | Prestazione | Argento                                                    | Prestazione | Bronzo                                              | Prestazione |
| Corse piane |                                                                    |             |                                                            |             |                                                     |             |
| 100 metri | Kiyoko Sugimura                                                    | 12"6        | Roshan Mistry                                              | 12"8        | Kimiko Okamoto                                      | 12"9        |
| 200 metri | Kimiko Okamoto                                                     | 26"0        | Laura Dowdswell                                            | 27"2        | Mary D'Souza                                        | 28"0        |
| Corse a ostacoli |                                                                    |             |                                                            |             |                                                     |             |
| 80 metri ostacoli | Kyoko Yoneda                                                       | 12"8        | Laura Dowdswell                                            | 13"2        | Taeko Sato                                          | 13"5        |
| Salti |                                                                    |             |                                                            |             |                                                     |             |
| Salti in alto | Kyoko Yoneda                                                       | 1,49 m      | Taeko Sato                                                 | 1,44 m      | Marie Semoes                                        | 1,37 m      |
| Salti in lungo | Kiyoko Sugimura                                                    | 5,91 m      | Ayako Yoshikawa                                            | 5,18 m      | Sylvia Gauntlet                                     | 4,52 m      |
| Lanci |                                                                    |             |                                                            |             |                                                     |             |
| Getto del peso | Toyoko Yoshino                                                     | 11,90 m     | Fumi Kojima                                                | 10,42 m     | Barbara Webster                                     | 9,02 m      |
| Lancio del disco | Toyoko Yoshino                                                     | 42,10 m     | Fumi Kojima                                                | 35,51 m     | Annie Salamun                                       | 25,43 m     |
| Lancio del giavellotto | Toyoko Yoshino                                                     | 36,25 m     | Miyoko Kato                                                | 35,33 m     | Barbara Webster                                     | 26,70 m     |
| Steffette |                                                                    |             |                                                            |             |                                                     |             |
| Staffetta 4x100 metri | Giappone Kimiko Okamoto Taeko Sato Ayako Yoshikawa Kiyoko Sugimura | 51"4        | India Mary D'Souza Roshan Mistry Banoo Gulzar Pat Mendonca | 51"9        | Indonesia Triwulan Darwati Surjowati Lie Djiang Nio | 54"4        |
| record mondiale; record mondiale stagionale; record asiatico; record dei Giochi; record nazionale; record personale; record personale stagionale. |                                                                    |             |                                                            |             |                                                     |             |

## Medagliere
| Posizione | Paese     | Oro | Argento | Bronzo | Totale |
| --------- | --------- | --- | ------- | ------ | ------ |
| 1         | Giappone  | 20  | 17      | 11     | 48     |
| 2         | India     | 10  | 12      | 12     | 34     |
| 3         | Singapore | 1   | 2       | 2      | 5      |
| 4         | Iran      | 1   | 1       | 0      | 2      |
| 5         | Filippine | 1   | 0       | 3      | 4      |
| 6         | Ceylon    | 0   | 1       | 0      | 1      |
| 7         | Indonesia | 0   | 0       | 5      | 5      |